# Connecticut Wolves
El Connecticut Wolves fue un equipo de fútbol de los Estados Unidos que jugó en la A-League, la desaparecida segunda división de fútbol del país.

## Historia
Fue fundado en el año 1993 en la ciudad de New Britain, Connecticut por un grupo de inversionistas locales liderado por la familia Onolfo para participar en la USISL, liga que logró que se crearan varios equipos de fútbol en el nordeste del país.
En 1997 pasa a jugar a la A-League y se mudaron a la ciudad de Stamford, Connecticut, teniendo su mejor participación en la temporada de 2002 en la que alcanzaron las semifinales de la liga hasta que el club desaparece en 2004 por decisión de la ciudad.
Dentro de los resultados más importantes del club está la victoria ante el Galatasaray SK de Turquía y al New England Revolution de la Major League Soccer en partidos amistosos, pero en partidos competitivos su mejor resultado fue el 26 de junio de 2001 cuando vencieron 3-2 al Tampa Bay Mutiny de la MLS en la segunda ronda de la US Open Cup.

## Temporadas
| Año     | División | Liga                | Temporada Regular  | Playoffs     | US Open Cup  | Asistencia Promedio |
| ------- | -------- | ------------------- | ------------------ | ------------ | ------------ | ------------------- |
| 1993    | N/A      | USISL               | 6º, Atlantic       | No clasificó | No participó | N/A                 |
| 1994    | 3        | USISL               | 8º, Northeast      | No clasificó | No participó | N/A                 |
| 1995    | 3        | USISL Pro League    | 6º, Capital        | No clasificó | 1ª Ronda     | N/A                 |
| 1994/95 | N/A      | USISL Indoor        | Jugó un Partido    | No clasificó | N/A          | N/A                 |
| 1996    | 3        | USISL Select League | 3º, North Atlantic | 1ª Ronda     | No clasificó | 1,631               |
| 1997    | 2        | USISL A-League      | 5º, Northeast      | No clasificó | No participó | 2,488               |
| 1998    | 2        | USISL A-League      | 7º, Northeast      | No clasificó | No clasificó | 2,452               |
| 1999    | 2        | USL A-League        | 8º, Northeast      | No clasificó | No clasificó | 1,227               |
| 2000    | 2        | USL A-League        | 6º, Northeast      | No clasificó | No clasificó | 1,325               |
| 2001    | 2        | USL A-League        | 5º, Northern       | No clasificó | 3ª Ronda     | 1,986               |
| 2002    | 3        | USL D3-Pro League   | 2º, Northern       | Semifinales  | No clasificó | 2,151               |

## Entrenadores
- Leszek Wrona (1993-1995)
- Steven Stokoe (1995-1996)
- Brian Bliss (1999)
- Dan Gaspar (2000-2004)

## Jugadores

### Jugadores destacados
| - Bo Oshoniyi - Carlton Fairweather | - Chuck Moussadik - Curt Onalfo |